# Thomas Bo Larsen
Thomas Bo Larsen (Gladsaxe, 27 novembre 1963) è un attore danese.

## Biografia
Figlio del noto campione di scacchi Bent Larsen, ha sposato nel 2001 l'attrice Patricia Shumann da cui ha poi divorziato; vive a Copenaghen.
Fu nominato come migliore attore non protagonista al Premio Bodil nel 1995 per il film Sidste Time e, successivamente, vinse due Premi Robert, il primo nel 1996 come miglior attore per il film De største helte, e il secondo nel 1998 come miglior attore non protagonista per il suo ruolo in Festen - Festa in famiglia (Festen) di Thomas Vinterberg.
È apparso in 54 film dal 1984.
Ha recitato come co protagonista nel film Il sospetto (Jagten) di Thomas Vinterberg del 2012, per il quale è stato assegnato il premio come migliore attore maschile al Festival di Cannes nel 2012 a Mads Mikkelsen.

## Filmografia parziale

### Cinema
- Sidste Time, regia di Martin Schmidt (1995)
- De største helte, regia di Thomas Vinterberg (1996)
- Pusher - L'inizio (Pusher), regia di Nicolas Winding Refn (1996)
- Festen - Festa in famiglia (Festen), regia di Thomas Vinterberg (1998)
- Riunione di famiglia, regia di Thomas Vinterberg (2007)
- Il sospetto (Jagten), regia di Thomas Vinterberg (2012)
- Un altro giro (Druk), regia di Thomas Vinterberg (2020)
- Maybe Baby 2 (Bytte Bytte Barn), regia di Barbara Topsøe-Rothenborg (2023)

### Televisione
- Bedrag - serie TV (2016-in corso)

## Riconoscimenti
- Premi Bodil 1995: Miglior attore non protagonista per Sidste Time
- Premi Robert 1996: Miglior attore per De største helte
- Premi Robert 1998: Miglior attore non protagonista per Festen - Festa in famiglia

## Doppiatori italiani
- Angelo Maggi in Il sospetto
- Fabrizio Vidale in Festen - Festa in famiglia
- Antonio Palumbo in Un altro giro